# Angel Stadium of Anaheim

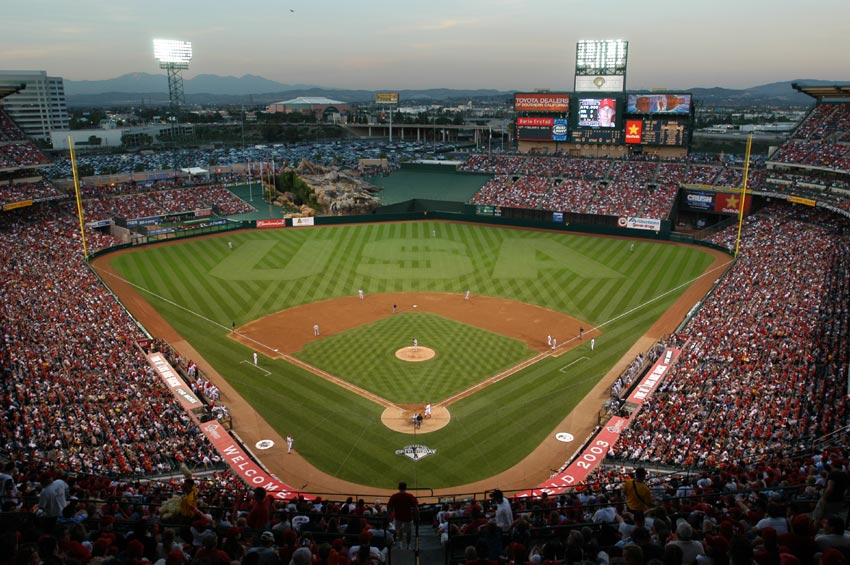
Angel Stadium of Anaheim

Angel Stadium of Anaheim is het honkbalstadion van de Los Angeles Angels of Anaheim.
Angel Stadium of Anaheim opende zijn deuren op 19 april 1966 met de originele naam Anaheim Stadium. in 2003 werd de naam veranderd in Angel Stadium of Anaheim. Tussendoor heette het ook nog Edison International Field of Anaheim.
Het stadion staat in de stad Anaheim in de staat Californië. Het stadion heeft de bijnaam The Big A en The Halo.
De jaarlijkse Major League Baseball All-Star Game werd in 1967 en 1989 gehouden.
De capaciteit van Angel Stadium is 45.957 toeschouwers (2016).

## Andere bespelers Angels Stadium
- Los Angeles Rams (NFL) (1981-1994)
- Freedom Bowl (NCAA) (1984-1994)

## CONCACAF Gold Cup
Dit stadion is uitgekozen als gaststadion tijdens een toernooi om de Gold Cup, het voetbaltoernooi voor landenteams van de CONCACAF. Tijdens de CONCACAF Gold Cup van 1996 was dit stadion een van de stadions waar voetbalwedstrijden werden gespeeld.
| № | Datum           | Wedstrijd                                  | Uitslag | Gold Cup   | Toeschouwers |
| - | --------------- | ------------------------------------------ | ------- | ---------- | ------------ |
| 1 | 10 januari 1996 | Canada – Honduras                          | 3 – 1   | Groepsfase | 27.125       |
| 2 | 10 januari 1996 | Trinidad en Tobago – El Salvador           | 2 – 3   | Groepsfase | 27.125       |
| 3 | 13 januari 1996 | Verenigde Staten – Trinidad en Tobago      | 3 – 2   | Groepsfase | 12.425       |
| 4 | 16 januari 1996 | Saint Vincent en de Grenadines – Guatemala | 0 – 3   | Groepsfase | 52.345       |
| 5 | 16 januari 1996 | Verenigde Staten – El Salvador             | 2 – 0   | Groepsfase | 52.345       |

## Feiten
- Geopend: 19 april 1966
- Ondergrond: Gras
- Constructiekosten: 118 miljoen US$
- Architect: HOK Sport
- Capaciteit: 45.957